# Николицэ, Бэнел
Бэне́л Нико́лицэ (рум. Bănel Nicoliţă; 7 января 1985, Фэурей, жудец Брэила, Румыния) — румынский футболист, полузащитник клуба «Фэурей».

## Карьера
С 2005 год по 2011 год выступал за бухарестскую «Стяуа».30 августа 2011 году было объявлено о переходе в «Сент-Этьен». 2 сентября 2013 года арендован клубом «Нант».
С 2005 года выступает за сборную Румынии.

## Достижения
- Чемпион Румынии: 2004/05, 2005/06
- Обладатель Суперкубка Румынии: 2006
- Обладатель Кубка французской лиги: 2012/13

## Личная жизнь
Этнический цыган. Один из его братьев, Стелиан также профессиональный футболист вступавший за клуб «Брэлиа» и другие команды низших дивизионов Румынии.